# Złote Kłosy
Złote Kłosy – zespół śpiewaczy działający w Łubczu (woj. lubelskie). Założony we wrześniu 1955 roku przez Irenę i Adolfa Korzeniowskich, nauczycieli Szkoły Podstawowej w .Łubczu

## Historia
Pierwsze koncerty zespołu odbyły się w maju 1957 roku w Łubczu i Tomaszowie Lubelskim. W początkowych latach działał jako chór potem zespół taneczny, a w zależności od repertuaru także jako teatr realizujący przedstawienia. Zespół prezentuje polski folklor muzyczny regionu pogranicza oraz pieśni okolicznościowe, religijne i patriotyczne. 
W 1967 roku Złote Kłosy wystąpiły podczas centralnych dożynek, które odbyły się w Warszawie. Uczestniczyły w Festiwalu Kapel i Śpiewaków Ludowych w Kazimierzu Dolnym (1979) i Wojewódzkim Przeglądzie Piosenki Ludowej w Lublinie oraz wielokrotnie w Festiwalu Pieśni Maryjnej w Górecku Kościelnym. Zespół wykonywał piosenki partyzanckie w Osuchach i Suścu. Do lat 80. XX w. Złote Kłosy prowadziła Irena Korzeniowska. Od tego czasu funkcjonują jako zespół śpiewaczy. 
Zespół występuje podczas imprez okolicznościowych, dożynek, uroczystości religijnych i festynów. W Złotych Kłosach śpiewały trzy pokolenia mieszkańców Łubcza. Siedzibą zespołu jest Świetlica Ochotniczej Straży Pożarnej w Łubczu, gdzie przechowywane są liczne dyplomy, puchary i medale.
W zespole Złote Kłosy śpiewała Joanna Rachańska (1918-2001), śpiewaczka ludowa reprezentująca tradycję pogranicza polsko-ukraińskiego, zarówno jeśli chodzi o repertuar jak i cechy muzyczne śpiewu. Jej nagrania zebrane na płytach Muzyka Źródeł Polskiego Radia (1980, 1993, 1997, 2006, 2009, 2011) stały się inspiracją dla kompozycji gitarzysty Marka Pasiecznego (Oj kołysz mi si, kołysz kolibejko lipowa) czy Orkiestry pw. św. Mikołaja (pieśń oczepinowa Łado).
Z okazji 55-lecia istnienia zespołu Minister Kultury i Dziedzictwa Narodowego Bogdan Zdrojewski przyznał Złotym Kłosom Odznakę Honorową Zasłużony dla Kultury Polskiej. Uroczystość wręczenia odznaki odbyła się 14 października 2012 podczas uroczystości jubileuszowej w siedzibie zespołu.